# Грефе, Карл-Фердинанд фон
Карл-Фердинанд фон Грефе (нем. Karl-Ferdinand von Gräfe; 8 марта 1787 года, Варшава — 4 июля 1840 года, Ганновер) — немецкий хирург, офтальмолог, специализировался в области пластической и реконструктивной хирургии, основатель немецкой школы ринопластики. Отец Альбрехта фон Грефе (1828—1870) — известного офтальмолога.

## Биография
Карл-Фердинанд учился в Лейпцигском университете. Лицензию врача получил в 1807 году, а звание доктора ему было присвоено за научную работу по теме расширения кровеносных сосудов: «Angiectasia, ein Beitrag zur rationellen Cur und Erkenntniss der Gefässausdehnungen».
В 1807 году стал личным врачом герцога Алексиуса Ангальт-Бернбургского. В 1811 году в возрасте 24 лет Карлу-Фердинанду было присвоено звание ординарного профессора хирургии и глазных болезней. Он получает должность директора глазной клиники Берлинского университета. Карл Грефе, разделявший необходимость выделения учения о глазных болезнях в самостоятельную дисциплину, стал одним из основоположников немецкой офтальмологии и предложил ввести в 1811 году преподавание отдельного курса офтальмологии в Берлинском университете. В 1813 году, во время шестой коалиции европейских держав против Наполеоновской Франции, он был начальником военных госпиталей в звании генерал-штаб-доктора прусской армии, где среди прочего, оказывал офтальмологическую помощь воинам, заболевшим «египетским воспалением глаз» —трахомой.
2 (14) февраля 1826 года российский император Николай I пожаловал Карлу Грефе потомственное дворянство царства Польского, за заслуги и смелость при лечении воинов союзной армии. В этом же году (16 ноября 1826) дворянство было признано в королевстве Пруссия.

## Научная деятельность
Войска Наполеона, вернувшись из Египетского похода, привезли во Францию и затем разнесли по всей Европе эпидемии заболевания глаз — трахому, к которой присоединился бактериальный гнойный конъюнктивит. Это были первые эпидемии глазных заболеваний в Европе. Лекарств от неизвестной инфекции в то время не было. Заболевание вело к поражению не только конъюнктивы, но и роговицы. Попадание инфекции через роговицу внутрь глаза заканчивалось слепотой и даже гибелью глаза. Грефе издал научную работу об «египетском заболевании» среди военных. Кроме того, он усовершенствовал операцию удаления катаракты, а также операцию по образованию искусственного зрачка. Он был пионером пластической и реконструктивной хирургии, и основателем немецкой школы ринопластики. Он разработал собственные методы ринопластики, модифицировал итальянскую методику Гаспара Тальякоцци, а также ряд хирургических методов, известных со времён античности. Грефе выполнил одну из первых операций для устранения врожденного расщепления нёба — пластического дефекта известного как «заячья губа».

## Награды[8]
- Орден Святого Владимира 4-й степени (13 декабря 1813, Российская империя)[9]
- Орден Святой Анны 2-й степени (28 августа 1814, Российская империя)[10]
- Железный крест 2-го класса на белой ленте (некомбатанта) (1814, королевство Пруссия) [11]
- Орден Красного орла 2-й степени с дубовыми листьями (1834, королевство Пруссия)[11]
- Орден Гражданских заслуг Баварской короны рыцарский крест (королевство Бавария)
- Орден Даннеброг рыцарский крест (королевство Дания)
- Орден Почётного легиона офицерский крест (королевство Франция)
- Королевский Гвельфский орден командорский крест (королевство Ганновер)
- Орден Золотого льва крест командора 1-го класса (великое герцогство Гессен)
- Орден Вазы командорский крест (королевство Швеция)

## Семья
Отец — Карл Готлиб Грефе (нем. Carl Gottlieb Graefe, 1752–1806), был придворным распорядителем и управляющим графа Фредерика Мошинского в замке Дольск, в 1790 году ему было пожаловано польское личное дворянство. Мать —  Кристиана Зшерниг (нем. Christiane Zschernig, 1759–1817).
Сестра — Генриетта Августа Грефе (нем. Henriette Augusta Graefe), мать российского медика, доктора медицины и хирургии, основоположника российской курортологии, Эраста Степановича Андреевского.
Жена — Августа Шарлотта Клара фон Альтен (1797—1867). Дети:
- Оттилия (1812—1889) — жена Германа фон Тиле, статс-секретаря имперского ведомства иностранных дел кайзеровской Германии (министра иностранных дел)
- Карл Фердинанд Август фон Грефе (1818—1872)
- Виктор Леопольд Станислав фон Грефе (1826—1889)
- Фридрих Вильгельм Эрнст Альбрехт фон Грефе (1828—1870) — известный немецкий хирург-офтальмолог
- Ванда (1830—1906).

## Смерть

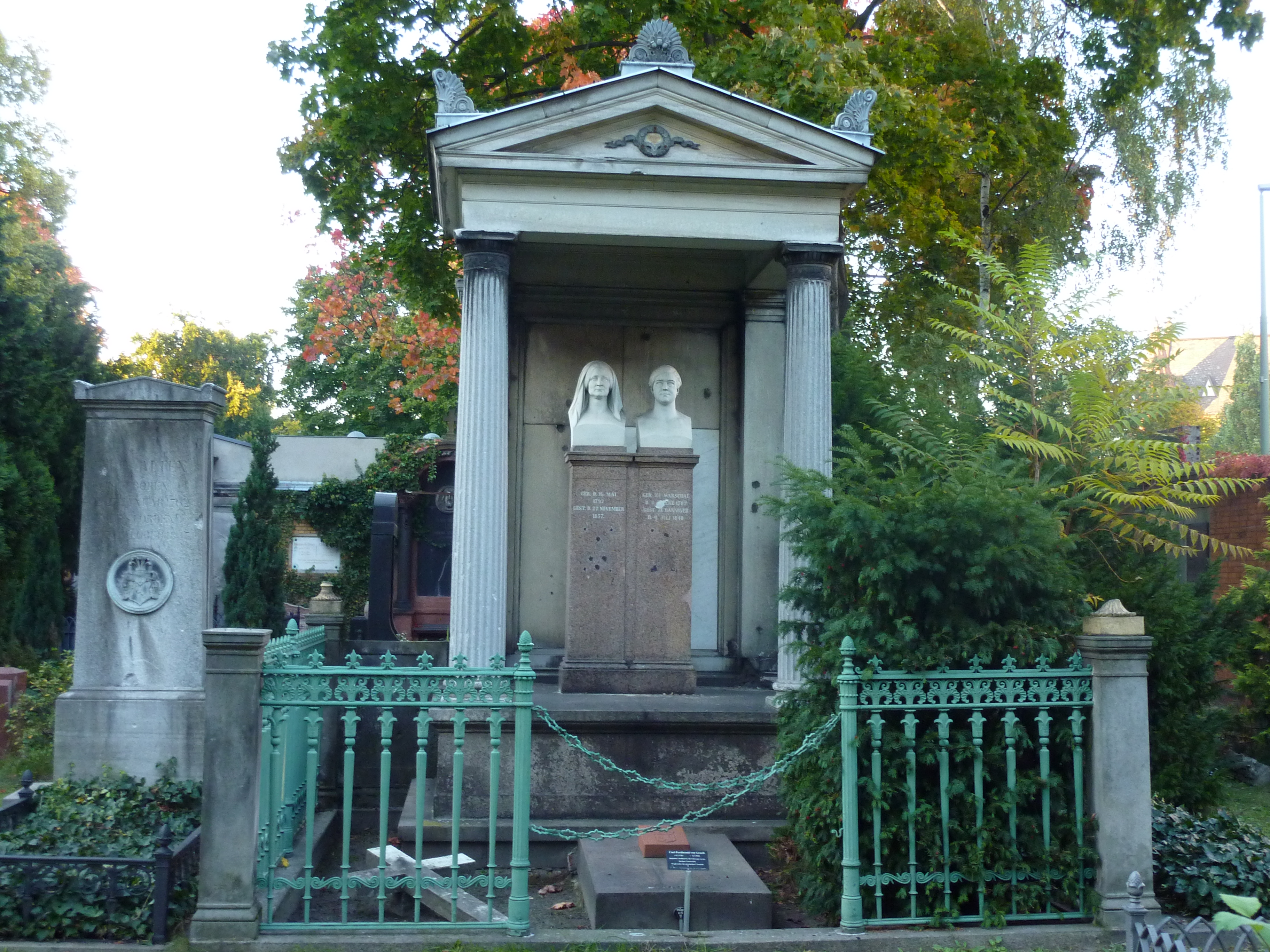
Могила Карла фон Грефе на Иерусалимском кладбище в Кройцберге

Авторитет Карла фон Грефе как офтальмохирурга или, как принято было говорить в то время, глазного оператора был настолько велик, что именно его пригласили в 1840 году в Ганновер для глазной операции кронпринцу (впоследствии королю Ганновера Георгу V). Пренебрегая опасностью — начавшейся эпидемией тифа, Грефе отправился на вызов. Однако, по дороге заболел тифозной лихорадкой и скончался по прибытии в Ганновер. Похоронен в Берлине на Иерусалимском кладбище.

## Герб
Грефе использовал одноимённый герб, пожалованный ему в Царстве Польском в 1826 году и в том же году признанный в Королевстве Пруссия.